# Ron McGovney
 (octobre 2015).
Ron McGovney est un musicien américain né le 2 novembre 1962. Il fut le premier bassiste du groupe de thrash metal Metallica, et ami de longue date du leader du groupe James Hetfield.
Il participa au premier enregistrement du groupe sur la compilation « Metal Massacre » (Hit the Lights).
Il quitte le groupe en 1982 par lassitude et manque de reconnaissance.

## Biographie
McGovney a rencontré James Hetfield au lycée. Ils sont devenus amis grâce à leur amour commun de la musique, et notamment du heavy metal. James Hetfield, cherchant un bassiste après avoir créé le groupe Phantom Lord, a incité Ron à apprendre la basse, à en acheter une munie d'un amplificateur, puis lui en a enseigné les bases. Bientôt, les deux entrent en colocation dans la maison des parents de McGovney, empêchant par la même occasion celle-ci d'être détruite.
En plus d'être bassiste, Ron McGovney était également manager du groupe : il devait promouvoir le groupe (il était responsable du slogan « Power Metal » que Metallica utilisait à ses débuts) et le conduire aux concerts grâce à son van. Les répétitions se passaient dans son garage, mais les membres du groupe le trouvaient limité musicalement.
Lors d'une répétition, le guitariste Dave Mustaine, sachant que le groupe cherchait déjà un autre bassiste, versa volontairement de la bière sur le câble électrique reliant la basse à l'amplificateur. Quand Ron McGovney eut branché sa basse sur l'amplificateur, celle-ci se cassa et Ron reçut une puissante décharge électrique. Cet événement le fit réfléchir sur sa condition dans le groupe. Il quitte le groupe peu de temps après, à cause des tensions avec les autres membres du groupe. Officieusement, le groupe cherchait un bassiste plus compétent et plus motivé.
En réalité, il ne s'est jamais complètement senti à l'aise dans le groupe.
Il pensait que ses efforts n'étaient pas reconnus, et s'est senti offensé quand il apprit que le groupe cherchait un nouveau bassiste (l'excentrique Cliff Burton, qui deviendra plus tard une figure légendaire dans l'histoire du heavy metal).
McGovney a enregistré plusieurs démos avec Metallica : The Power Metal Demo, No Life 'Til Leather et celle qui lança le groupe, Metal Up Your Ass.
Après avoir quitté Metallica, McGovney perd son goût pour la musique et vend la majeure partie de son matériel. Cependant, quelques années plus tard, il rejoint un autre groupe appelé Phantasm. Trouvant l'étiquette de « premier bassiste de Metallica » trop dure à porter il quitte le groupe après quelques concerts.
Il fut invité en 2011 au trentième anniversaire de Metallica. Il publie sur Twitter le 23 novembre 2019 une photo de lui-même entouré du groupe au complet avec sa guitare basse Washburn B-20 et écrit en commentaire "I don't know when I have felt more out of place in my life" ("je ne sais pas quand, dans ma vie, je me suis autant senti pas à ma place").